# NTN

NTN股份公司（日语：NTN株式会社）是一家總部位於日本大阪市西區的軸承企業。該公司和日本精工及捷太格特並列為日本三大軸承企業之一，是三水會和綠會的會員企業，屬於三和集團。

## 外部連結
- NTN株式会社 公式サイト （页面存档备份，存于）
- NTN 陸上競技部 （页面存档备份，存于）